# Max Valentinuzzi
Máximo Eugenio Valentinuzzi (Ciudad Autónoma de Buenos Aires; 24 de febrero de 1932 - Yerba Buena, Tucumán; 2 de enero de 2021) más conocido como Max Valentinuzzi, fue un Ingeniero en Telecomunicaciones argentino dedicado a la docencia e investigación en el área de la Bioingeniería. Recibió más de 25 premios y honores por su trayectoria, entre ellos el Premio Bernardo Houssay y  el Premio Konex de Platino.

## Formación y estudios
En 1950 se recibió de Bachiller en el Colegio Nacional de Buenos Aires y continuó sus estudios en la Universidad de Buenos Aires, donde obtuvo el título de Ingeniero en Telecomunicaciones en 1952. Se doctoró en Fisiología y Biofísica en el Baylor College Medicine de Houston en Estados Unidos.
Profesor titular desde 1972 en el Laboratorio de Bioelectrónica (luego “Bioingeniería”) en la Universidad Nacional de Tucumán (UNT). Entre los años 2007 y 2016 fue investigador y profesor del Instituto de Ingeniería Biomédica (IIBM) de la FIUBA. Fue Doctor en Ciencias, Investigador Emérito e Investigador Superior del CONICET

## Premios, reconocimientos y legado
A lo largo de su trayectoria obtuvo los siguientes reconocimientos por su trabajo de investigación, además de ser fundador de Carreras, Institutos y Grupos en el área de la Ingeniería Biomédica. 
- En 1980 cofundó el Instituto Superior de Investigaciones Biológicas (INSIBIO) en Tucumán, considerado el instituto multidisciplinario más grande del NOA[4]
- En 1981 recibió el Premio Bernardo Houssay -en colaboración con la Sociedad Argentina de Biología- por sus aportes sobre desfibrilación.[5]
- En 1984, obtuvo el Premio Recorrido Dorado a las Ciencias, Sociedad Distribuidores Diarios de Buenos Aires[6]
- En el 2004 recibió el Premio Bernardo Houssay a la Trayectoria en el área de Ingeniería[7]
- En el año 2013 recibió un Premio Konex de Platino en Tecnología de la Información y las Comunicaciones[8]
- Durante el año 2020 fue reconocido como el Primer Miembro Honorario de la Sociedad Argentina de Bioingeniería (SABI)[9]
- Fue fundador del Consejo Regional de Ingeniería Biomédica para América Latina (CORAL)[10]

## Libros y curiosidades
Max realizó aportes académicos y de comunicación pública de la ciencia. Entre sus libros en español se destacan:
- Bioingeniería: la ciencia de medir, definir, modelar, predecir y... cocinar [11] de la Colección Ciencia que Ladra

La portada de su libro Understanding the Human Machine: a Primer for Bioengineering lleva una ilustración hecha por el dibujante argentino Caloi quien se la regaló a un estudiante de Max luego de conversar sobre Bioengeniería mientras compartían estadía en la ciudad de Bariloche
En la Biblioteca de la Facultad de Ingeniería perteneciente a la Universidad Nacional de Entre Ríos se cuenta con tres títulos monográficos de autoría de Max Valentinuzzi:
- Fibrilación - defibrilación cardíaca : revisión crítica. Buenos Aires: Inter-Médica, c1986.
- Guía de trabajos prácticos de fisiología. Houston:  Baylor University College of Medicine, 1966. (en colaboración con Hebbel E. Hoff)
- Understanding the human machine : a primer for bioengineering. New Jersey: World Scientific, c2004